# Marco Efulano
Marco Efulano [---] (in latino: Marcus Aefulanus [---]; 10 circa – dopo il 67) è stato un magistrato e senatore romano, console dell'Impero romano.

## Biografia
Membro della rara gens Aefulana, ancestralmente legata alla zona di Aefulae presso Tibur ma difficilmente ancora in età imperiale insediata in tale territorio, Efulano fu probabilmente un homo novus.
Il primo incarico deducibile per Efulano lo vede al vertice dello stato romano. Egli fu infatti console suffetto con ogni probabilità nel 53 o, meglio, nel 54, ma non è noto il suo collega: Annalisa Tortoriello, nel suo studio sui fasti consolari degli anni di Claudio, lo colloca indicativamente nei mesi di novembre-dicembre del 54, al fianco di Marco Aponio Saturnino.
La mancanza di informazioni sul consolato di Efulano è dovuta al fatto che l'unica testimonianza della sua esistenza è un'epigrafe smirnea con un decreto onorifico del koinòn degli Hellenes d'Asia, che menziona Efulano (il cui cognomen purtroppo è andato perduto) come proconsole d'Asia sotto Nerone (da lui ricevette senza dubbio la cittadinanza Marco Efulano Liciniano della città frigia di Saittai): l'analisi dei proconsoli d'Asia colloca il suo mandato negli anni 66/67, e il consueto intervallo tra consolato e proconsolato data il primo proprio attorno al 54, considerando anche che il suo predecessore fu Manio Acilio Aviola, console ordinario del 54, suo successore fu probabilmente Marco Aponio Saturnino e poco dopo di lui si insediò Gaio Fonteio Agrippa, console suffetto del 58.
Dopo il suo proconsolato, Efulano, di cui forse si conosce un liberto nella figura di Marco Efulano Primo, scompare dalla storia.